# Le Gault-Perche
Le Gault-Perche là một xã thuộc tỉnh Loir-et-Cher trong vùng Centre-Val de Loire miền trung nước Pháp.